# Bataille de Neerwinden (1693)
Pour les articles homonymes, voir Bataille de Neerwinden.
Guerre de la Ligue d'Augsbourg
Batailles
- Philippsbourg (1688)
- Sac du Palatinat (1689)
- Baie de Bantry (1689)
- Mayence (1689)
- Walcourt (1689)
- Fleurus (1690)
- Cap Béveziers (1690)
- La Boyne (1690)
- Limerick (1690)
- Staffarda (1690)
- Québec (1690)
- Coni (1691)
- Mons (1691)
- Leuze (1691)
- Aughrim (1691)
- La Hougue (1692)
- Namur (1692)
- Steinkerque (1692)
- Lagos (1693)
- Neerwinden (1693)
- La Marsaille (1693)
- Charleroi (1693)
- Saint-Malo (1693)
- Rivière Ter (1694)
- Camaret (1694)
- Texel (1694)
- Dieppe (1694)
- Bruxelles (1695)
- Namur (1695)
- Dogger Bank (1696)
- Carthagène (1697)
- Barcelone (1697)
- Baie d'Hudson (1697)

La bataille de Neerwinden ou de Landen eut lieu dans le cadre de la guerre de la Ligue d'Augsbourg le 29 juillet 1693 entre l'armée française sous le commandement du maréchal de Luxembourg et les forces anglo-autrichiennes sous les ordres de Guillaume d'Orange.

## Contexte
Les premiers mois de l'année 1693 n'ont pas suffi aux Impériaux pour faire la jonction de leurs armées, et ce n'est qu'en juin que leur effectif sur le théâtre d'opération néerlandais fait équilibre à celui des Français. C'est ainsi que pendant tout un mois, le maréchal de Luxembourg contient l'ennemi, avant que des difficultés d'approvisionnement l'empêchent de repasser la Gette. Guillaume III, plutôt que d'attaquer les Français de front, exploite la situation en se bornant à des démonstrations, mais à ce compte, le gros de l'armée anglo-autrichienne s'affaiblit, et l'initiative repasse peu à peu aux Français. Le Maréchal de Luxembourg s'empare le 23 juillet de la place d'Huy et menace Liège. Guillaume III entreprend donc de renforcer les garnisons de Liège et Maëstricht.
Avec une armée de plus en plus affaiblie par les désertions, les Impériaux adoptent une ligne défensive le long de la Petite Gette. Le maréchal de Luxembourg interrompt alors sa marche vers Liège et, le 28 juillet, retourne toutes ses forces vers le camp ennemi pour l’anéantir.

## Position des Impériaux
Ne disposant que de peu de défenses naturelles, la position des anglo-autrichiens, étirée sur 9 km, est difficile, d'autant qu'ils sont attaqués le dos à la rivière : en cas de défaite, ils ne pourront fuir.
Leur aile gauche occupe les villages de Dormael et de Neerlanden. Le terrain est à couvert d'un ruisseau facilement franchissable : c'est pourquoi on a dépêché en couverture 59 escadrons de cavalerie, sous les ordres du prince Jean-Ernest de Nassau-Weilbourg.
Le centre, regroupant 41 bataillons d'nfanterie et l'essentiel de l'artillerie, est commandé par Guillaume III en personne. La plaine ne lui offrant aucun avantage stratégique, il la fait hérisser de fascines dans la nuit du 28 au 29 juillet.
L'aile droite, sous les ordres de Maximilien-Emmanuel de Bavière, s'étire de Neerwinden à la confluence de la becque de Winden et de la Gette, qui forme obstacle jusqu'à Laer. Neerwinden et Laer sont puissamment défendues : l'Électeur y dispose de 17 bataillons, de 56 escadrons et de quelques canons. Les autres villages sont défendus chacun par 6 bataillons.

## Déroulement

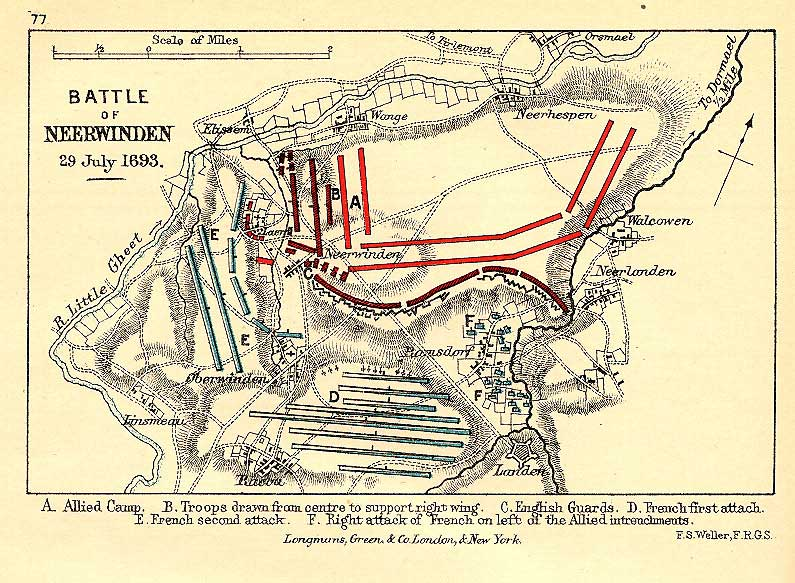
Bataille de Neerwinden (1693).

Les Français campent pour la nuit à Landen. Au matin, ils se regroupent et l'ordre d'attaque est donné. Négligeant l'aile gauche ennemie, Luxembourg concentre l'assaut contre le centre et l'aile droite ; au centre, Neerwinden et ses fortifications sont bombardées par un tir d'artillerie nourri ; puis un premier assaut lance 32 bataillons et 54 escadrons vers les positions du Prince-Électeur. Les autres vagues attaquent Neerlanden et un autre village : après d'âpres combats, les Français s'en emparent. Mais le Prince-Électeur parvient à regrouper ses troupes et contre-attaque. Luxembourg renforce la pression et lance un nouvel assaut. Au prix d'un affaiblissement de leur centre, les Impériaux parviennent cependant à contenir leur ennemi.

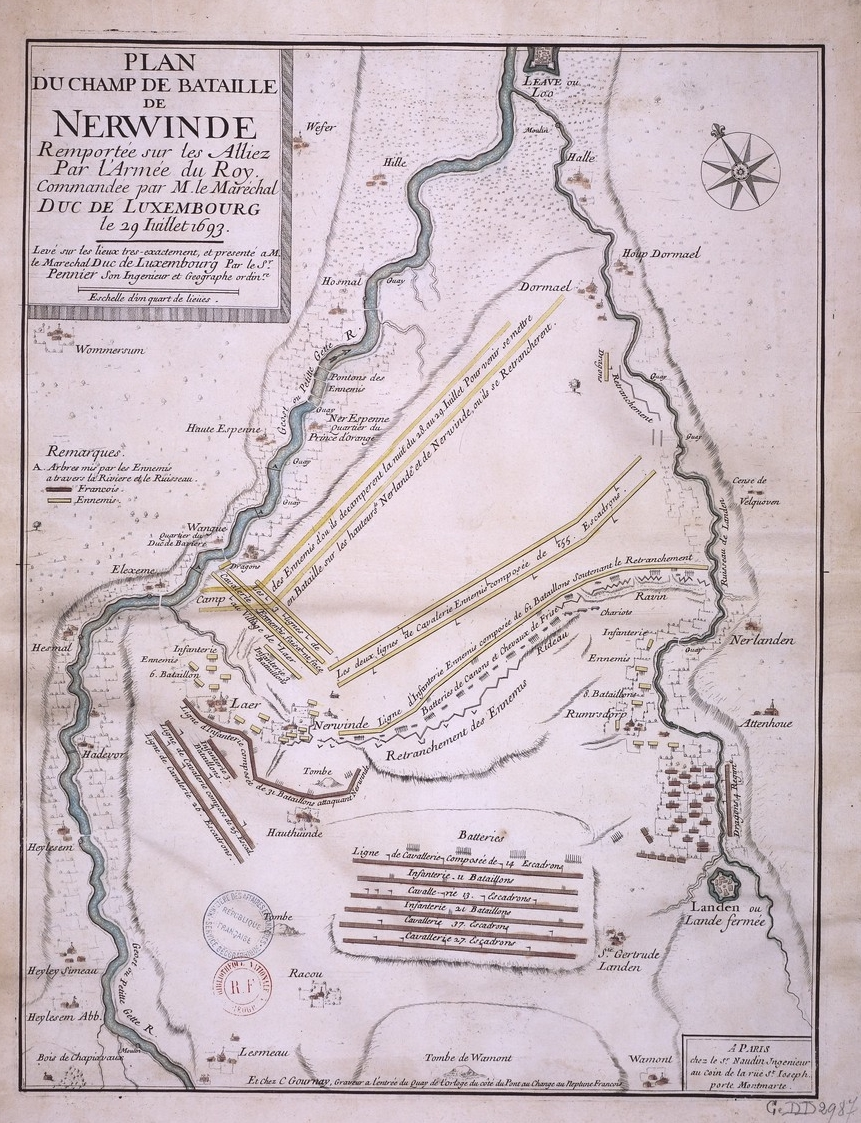
Plan de la bataille de Neerwinden (Gallica).

Après avoir marqué une pause, le maréchal de Luxembourg relance toute son armée à l'assaut. À ce moment, le centre de gravité du combat s'est déporté vers l'ouest, et le camp du Prince-Électeur. Les renforts envoyés par Guillaume III à son allié le placent désormais en infériorité numérique. Les Français parviennent à enfoncer un coin entre le centre et l'aile droite ennemie, et à faire tomber les barricades. La contre-attaque de la cavalerie hollandaise, rappelée depuis l'aile gauche, intervient trop tard : l'armée des Impériaux repasse la Gette. L'armée du Prince-Électeur Maximilien-Emmanuel est la dernière à se replier : elle perd une grande partie de ses hommes, bombardés ou noyés, lors du repli à travers la Petite Gette.

## Conséquences

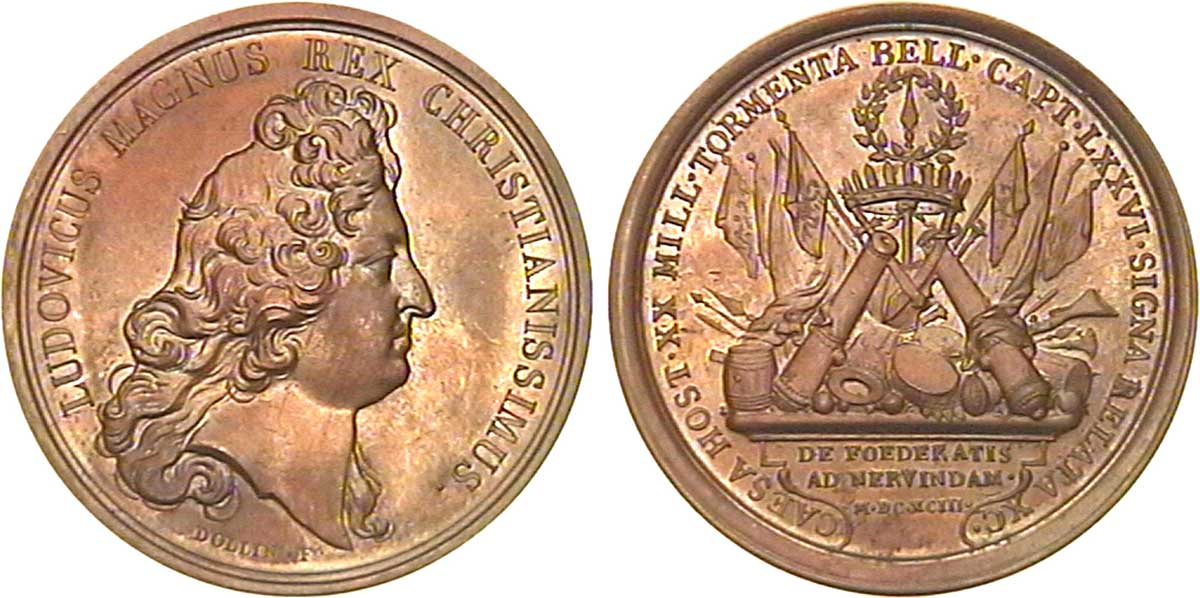
Médaille de la bataille de Neerwinden frappée en 1693. Ce fut une grande victoire française sur les alliés remportée par le duc de Luxembourg qui commandait l’armée de Louis XIV. La déroute de l’ennemi, qui perdit ici plus de vingt mille hommes tués, était complète. De ce champ de bataille, le maréchal prit et envoya à Paris tant de drapeaux qu’on l’appela “le tapissier de Notre-Dame”. Description revers : Un trophée d’armes, des munitions et des drapeaux, surmontés d’une couronne vallaire et d’une couronne de laurier.

Ce fut pour les Français une victoire sans lendemain : épuisés sans doute par les combats, ils négligèrent d'accabler un ennemi en déroute ; de sorte que la guerre se poursuivit pour plusieurs années encore.
Cette bataille reste comme l'une des plus sanglantes du XVIIe siècle. Le maréchal de Luxembourg a pris à l'ennemi 55 enseignes et 25 drapeaux, dont il fait tapisser les murs de Notre-Dame de Paris, ce qui lui méritera un surnom adéquat. Soixante-seize canons, huit mortiers ou obusiers, neuf pontons, soixante étendards, vingt-deux drapeaux et douze paires de timbales restèrent entre les mains des Français. À plus long terme, les victoires de Neerwinden, Fleurus (1690) et Steinkerque (1692) expliquent que les Provinces-Unies, l'Angleterre et le Saint-Empire ont traité séparément avec la France en 1694.